# Fujirododendron
Fujirododendron (Rhododendron brachycarpum) är en ljungväxtart som beskrevs av David Don och George Don jr. Enligt Dyntaxa  och Catalogue of Life ingår Fujirododendron i släktet rododendron och familjen ljungväxter. Arten är reproducerande i Sverige.

## Underarter
Arten delas in i följande underarter:
- R. b. brachycarpum
- R. b. fauriei
- R. b. tigerstedtii

## Bildgalleri

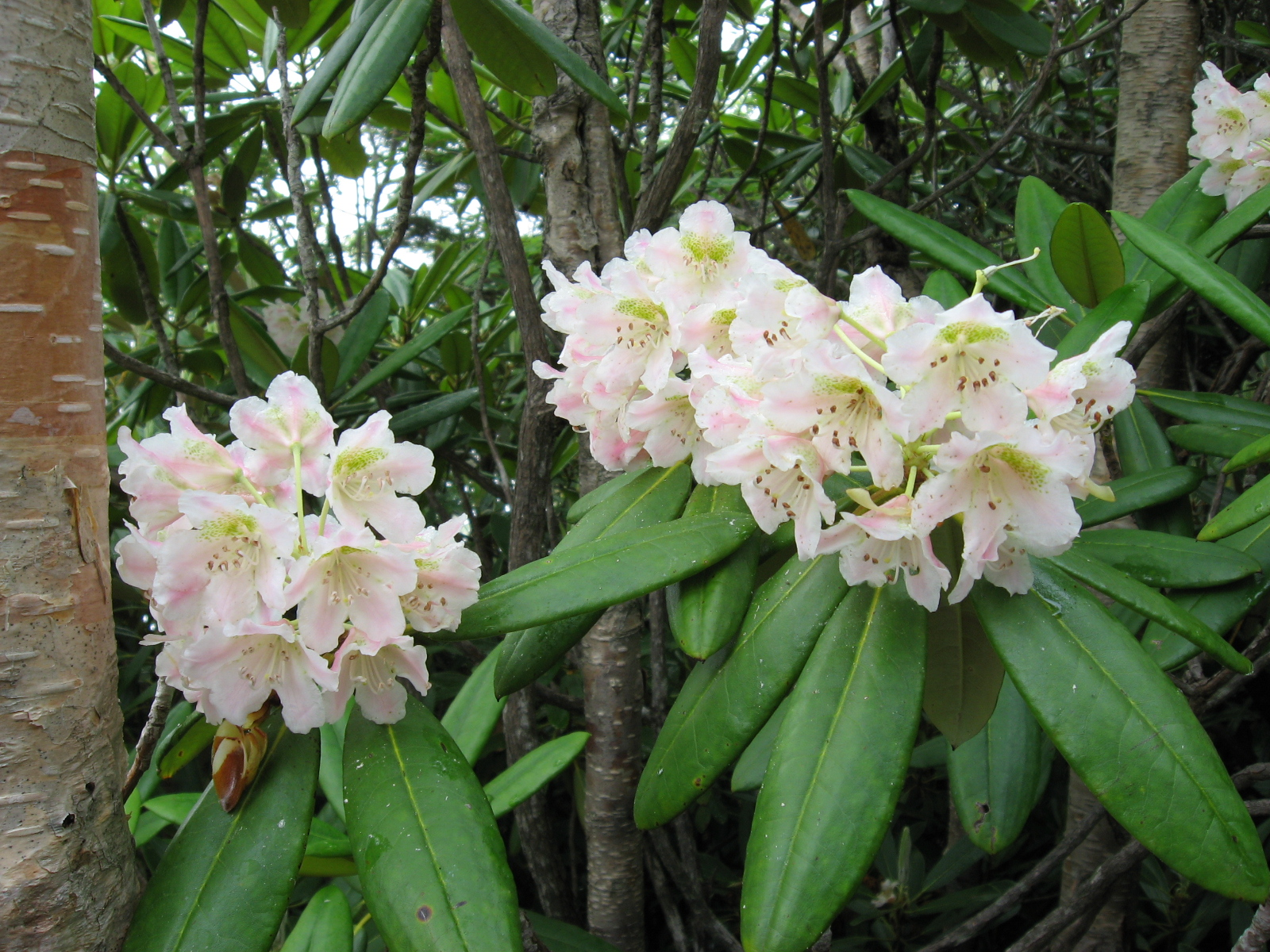
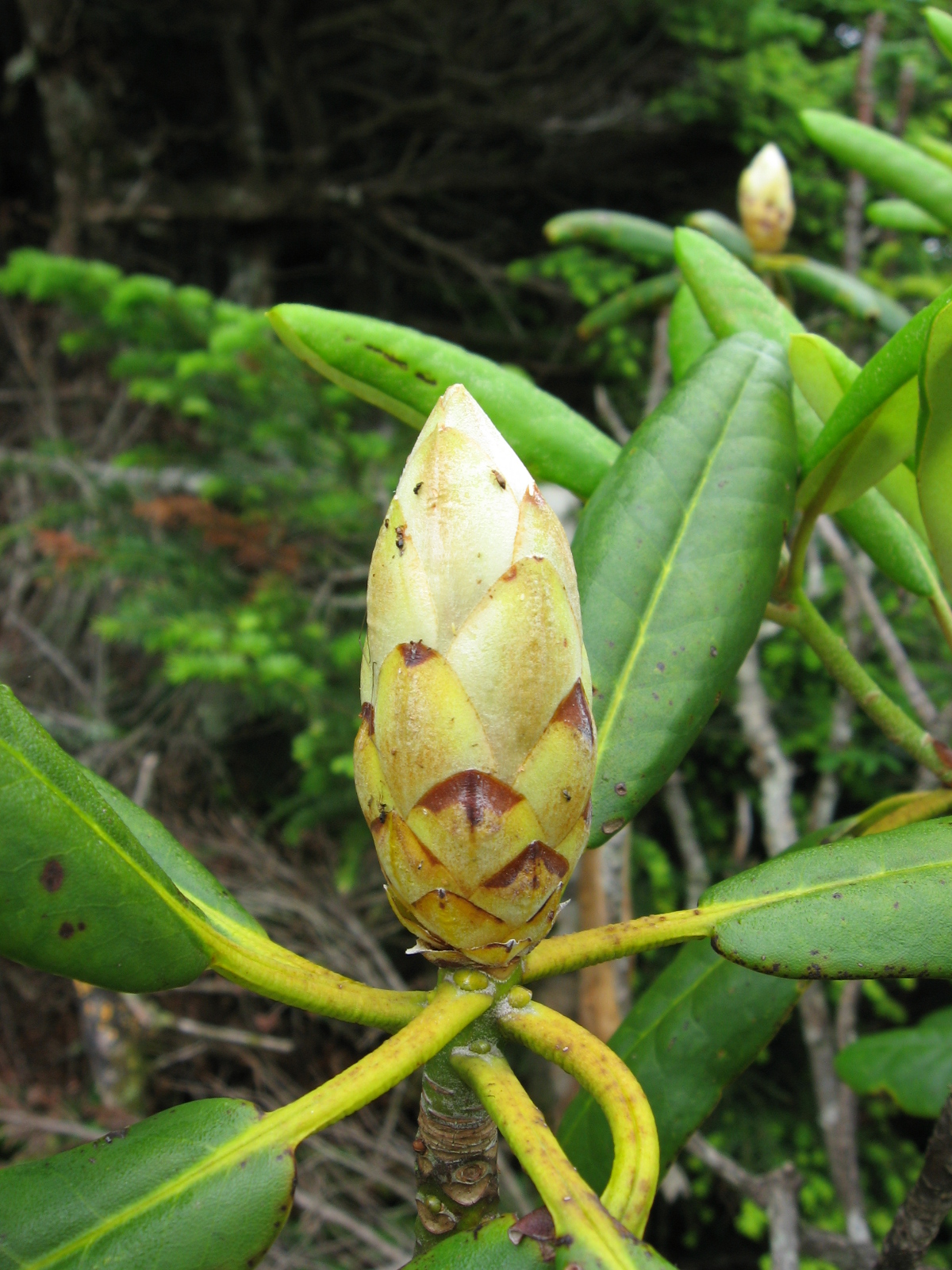
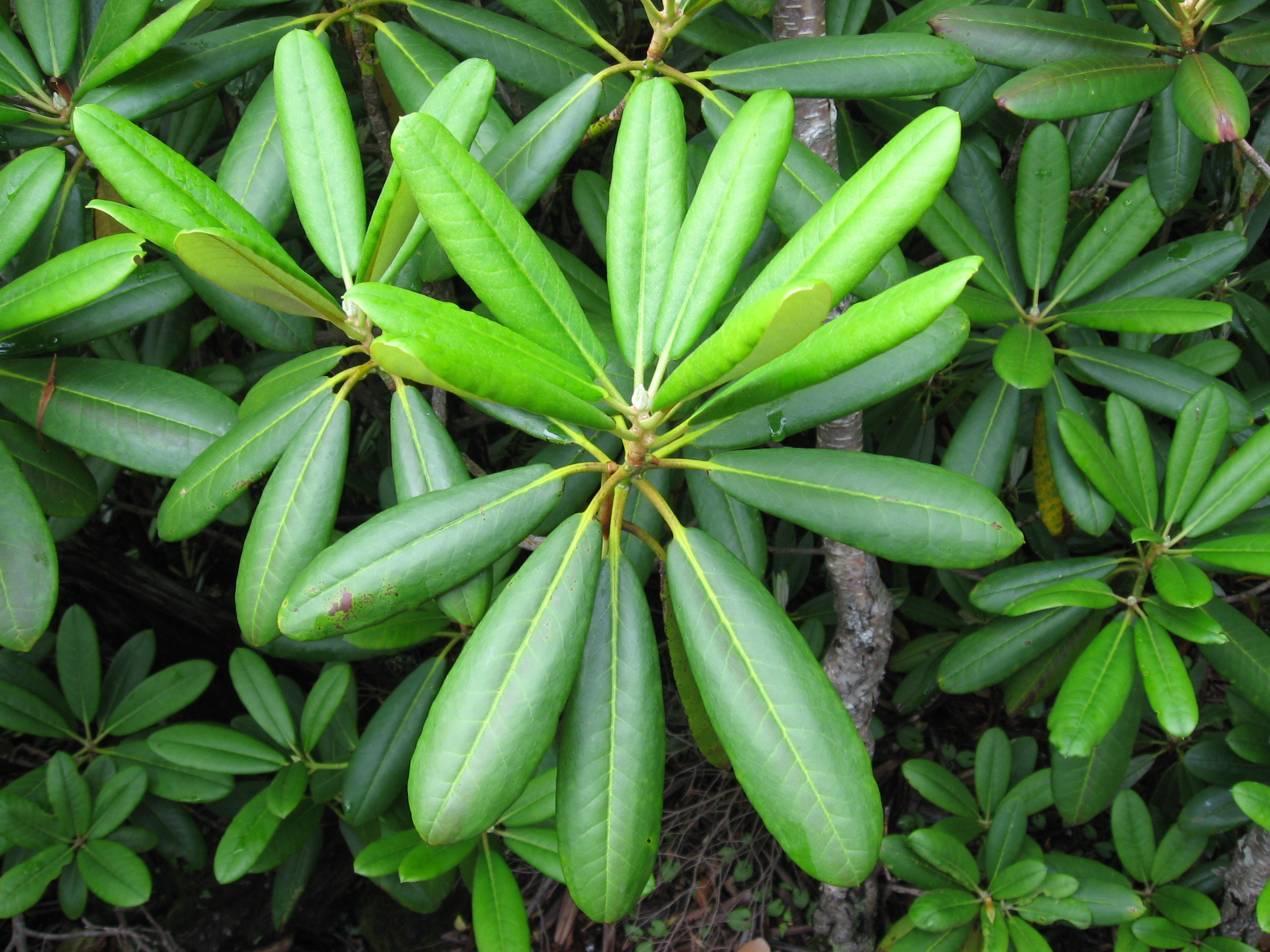
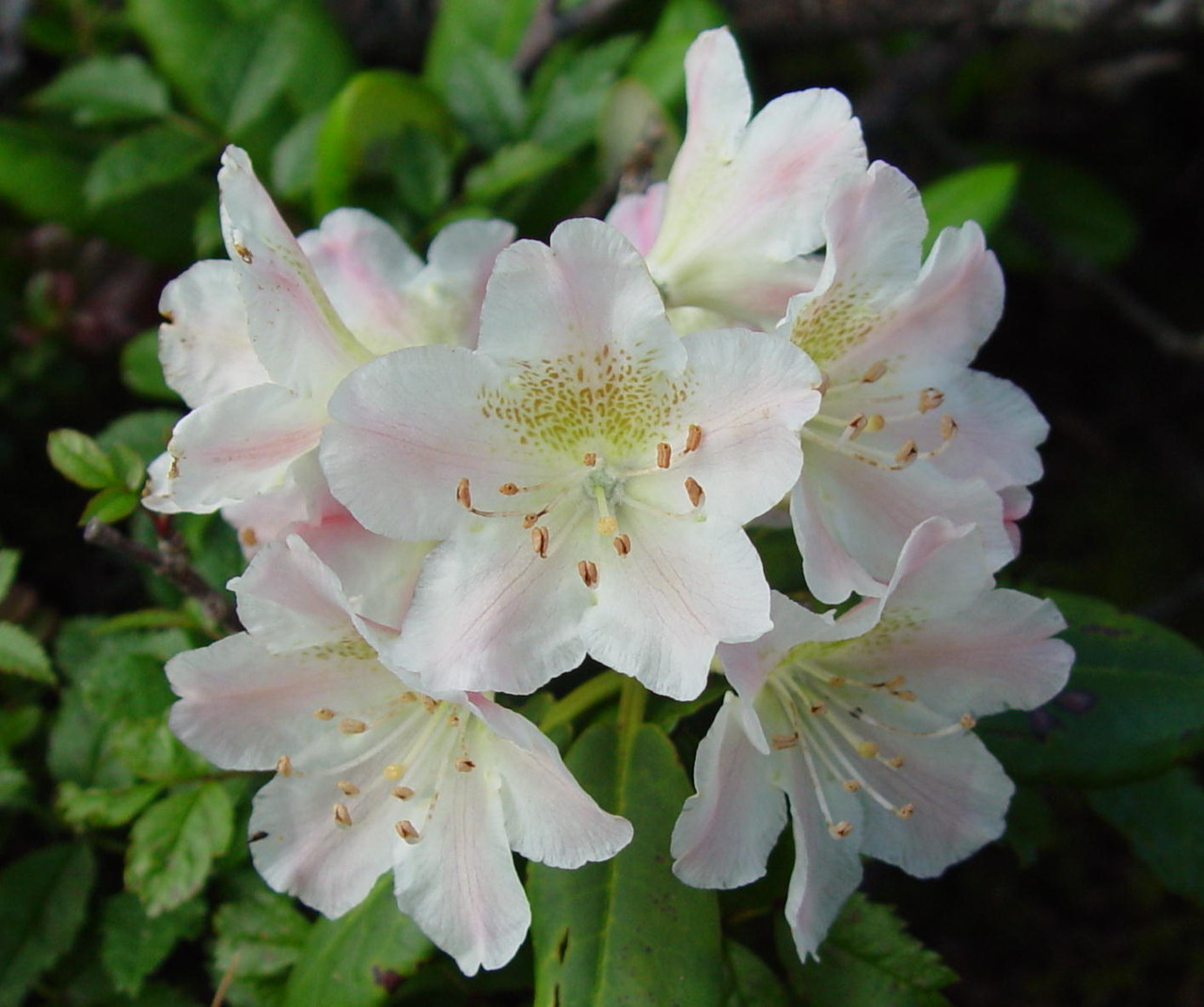
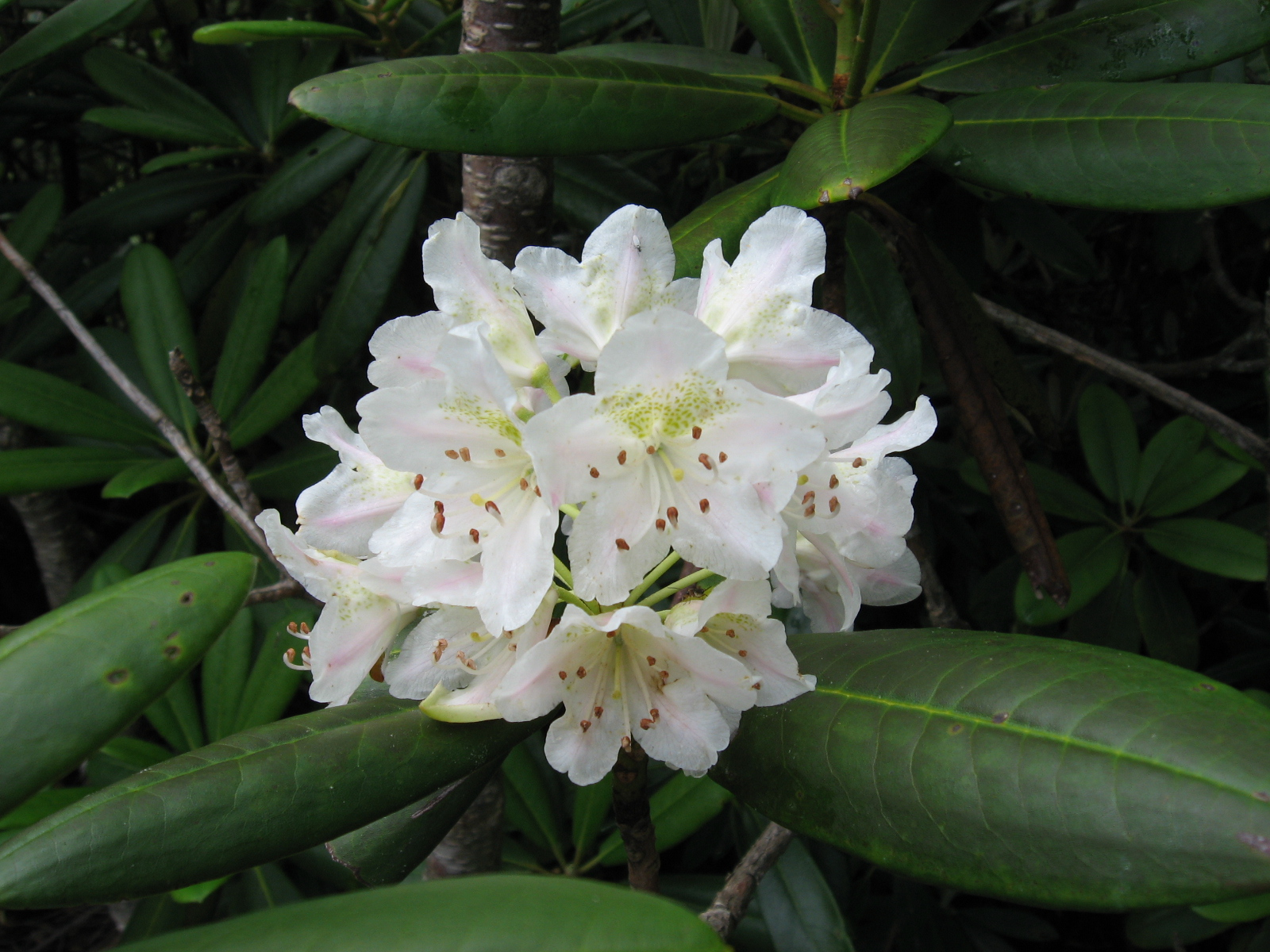
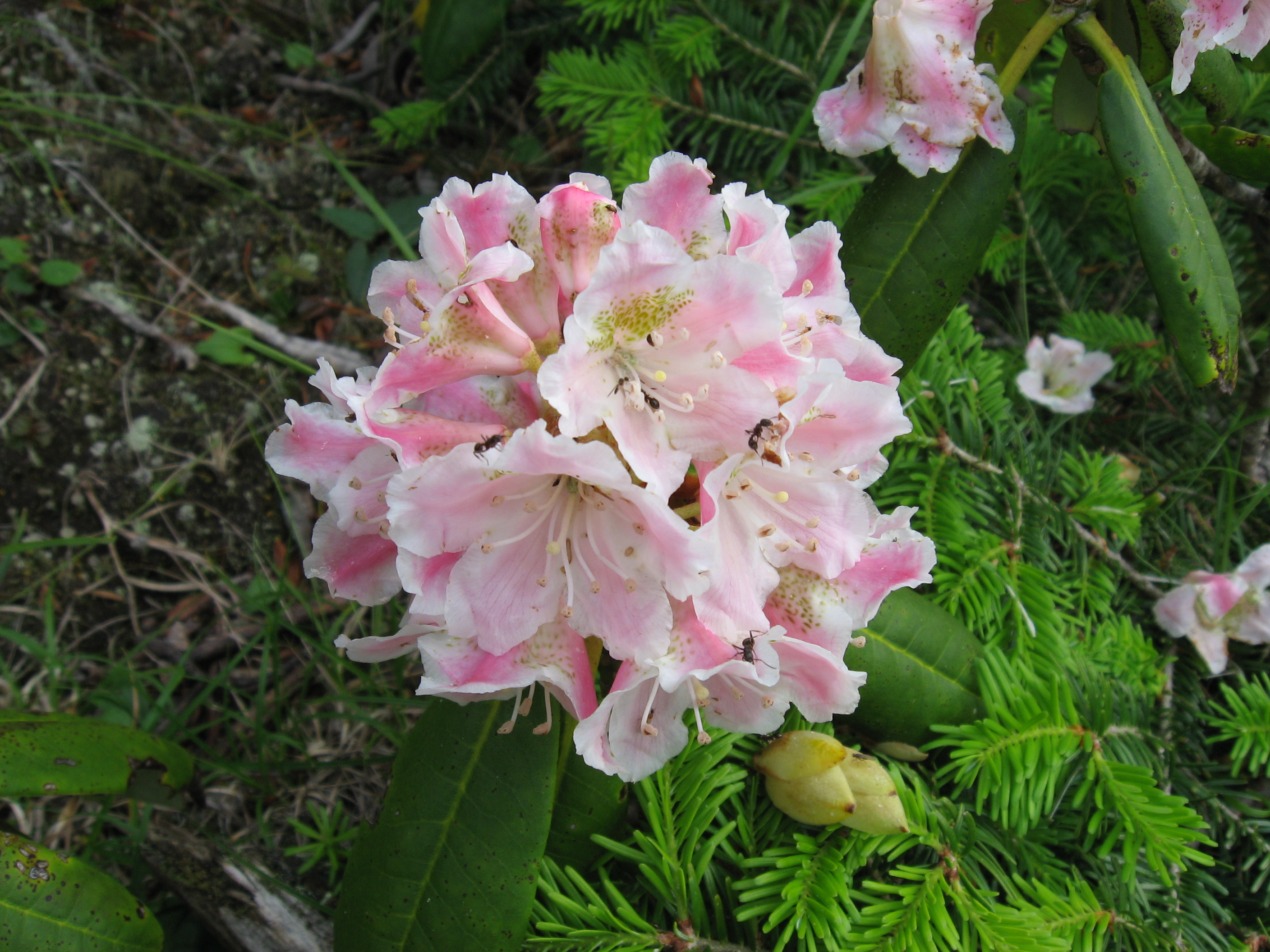